# Route nationale 647
Die Route nationale 647, kurz N 647 oder RN 647, war eine französische Nationalstraße, die von 1933 bis 1973 zwischen Castets und einer Straßenkreuzung mit der Nationalstraße 636 bei Navarrenx verlief. Ihre Länge betrug 81,5 Kilometer.